# Sansibar-Stummelaffe
Der Sansibar-Stummelaffe (Piliocolobus kirkii) ist eine Primatenart aus der Gruppe der Stummelaffen innerhalb der Familie der Meerkatzenverwandten (Cercopithecidae).

## Beschreibung
Die Tiere haben ein schwarzes oder dunkelrotes Rückenfell. Entlang der Schulter und Arme ist das Fell schwarz gefärbt. Das schwarze, haarlose Gesicht mit rotbraunen Augen wird von einer weißen Haarkrone umrahmt. Der Mund und die Nase sind rosa pigmentiert. Die Bauchseite der Affen ist weiß oder rötlichgelb bis grau. Sansibar-Stummelaffen erreichen eine Kopfrumpflänge von 45 bis 65 Zentimeter, wozu noch ein 58 bis 77 Zentimeter langer Schwanz kommt. Das Gewicht variiert zwischen 5,2 und 11,3 Kilogramm, wobei die Weibchen meist kleiner als die Männchen sind.

## Verbreitung und Lebensraum

Verbreitungsgebiet des Sansibar-Stummelaffen

Die Art ist auf der Inselgruppe Sansibar endemisch. Die meisten Tiere leben auf der Hauptinsel Unguja, einige eingeführte Individuen auch auf Pemba. Ihr Lebensraum sind Wälder, neben Primär- sind sie auch in Sekundärwäldern zu finden. Das gesamte Verbreitungsgebiet auf Unguja wird mit einer Fläche von 376 km² angegeben. Die Populationsdichte beträgt 17 Individuen auf einem Quadratkilometer.

## Lebensweise und Ernährung
Der Sansibar-Stummelaffe ist ein tagaktiver Baumbewohner. Er lebt in größeren Gruppen von 3 bis 52 Tieren zusammen. Eine Felduntersuchung zwischen den Jahren 2013 und 2015 erbrachte eine durchschnittliche Gruppengröße von 17 Tieren, wobei jene in Schutzgebieten mit im Mittel 20 Tieren größer sind als solche außerhalb, wo sie sich aus rund 12 Individuen zusammensetzen. In einer Gruppe leben mehrere Männchen und rund zwei- bis dreimal so viele Weibchen, was in etwa auch dem Geschlechtsverhältnis entspricht (1:3,3). Die Tiere können sich ganzjährig fortpflanzen. In den ersten Monaten haben die Jungtiere einen schwarzen Rücken. Sie werden bis zu 17 Monate gesäugt.
Die Tiere ernähren sich hauptsächlich von unreifen Früchten, Blättern, Blumen und Samen. Reife Früchte werden vermieden, da diese Affen keinen Zucker verdauen können. Zur Verdauung giftiger Substanzen fressen sie Kohle, die sie sogar von Feuerstellen holen.

## Gefährdung
Der Sansibar-Stummelaffe wird in der Roten Liste der IUCN als „stark gefährdet“ (endangered) geführt. Die Gründe dafür liegen in der Zerstörung des Lebensraums und der Bejagung. Die Gesamtpopulation wurde in den 1990er Jahren auf 1000 bis 15200 Tiere, später auf weniger als 2000 Individuen geschätzt. Ein Zensus in den Jahren 2013 bis 2015 geht dagegen von insgesamt mehr als 5860 Tieren aus, die sich auf über 340 Gruppen verteilen. Davon leben mehr als 4000 Tiere in geschützten Gebieten. Wichtigstes Schutzgebiet der Art ist der Jozani-Chwaka-Bay-Nationalpark, der fast 3000 Individuen beherbergt.